# Joachim Cureus
Joachim Cureus, auch: Curäus, Scheer (* 23. Oktober 1532 in Freystadt, Fürstentum Glogau; † 21. Januar 1573 in Glogau) war ein deutscher theologischer Schriftsteller, Historiker und Mediziner.

## Leben
Seine Eltern waren der Tuchmacher und Stadtrichter Georg Scheer und dessen Frau Margaretha. Ab 1539 besuchte er die Schule seiner Heimatstadt und wechselte 1548 an die Lateinschule in Goldberg, die von Valentin Friedland geleitet wurde. Am 16. Mai 1550 immatrikulierte er sich an der Universität Wittenberg, wo er zu den Schülern Philipp Melanchthons gehörte. Am 31. Juli 1554 erlangte er unter Caspar Peucer den akademischen Grad eines Magister artium.
Danach wurde er Lehrer der Stadtschule in Freystadt. Später studierte er Medizin an den Universitäten in Padua und Bologna, wo er am 10. September 1558 zum Doktor der Medizin promovierte. Nach Studienende kehrte er 1559 nach Schlesien zurück und wurde Stadtsyndikus in Glogau. Dort wirkte er 1564 maßgeblich bei der Einführung der Reformation  mit. Damals stand er in engem Kontakt zur Universität Wittenberg, deren Lehrstuhlangebot er jedoch ablehnte. Auch erhielt er Angebote von der Universitäten Stettin und Breslau, die er ebenso ablehnte. 
1572 folgte er einem Ruf an den Hof des Brieger Herzogs Georg II., verstarb jedoch bei den Verhandlungen an einem Schlaganfall.
Zu seinen bedeutendsten Schriften gehört „Exegesis perspicua“ zur Abendmahlslehre, die zur Verfolgung der Philippisten als Kryptocalvinisten, durch die Gnesiolutheraner unter Kurfürst August von Sachsen in Kursachsen führte. In der mehrfach überarbeiteten Schrift „Gentis Silesise annales“ setzte er sich mit der Geschichte Schlesiens auseinander.

## Schriften (Auswahl)
- In febri quartana et epilepsia pro quadam puellula quantor annorum. Consilium XXXVIII, 1563, Glogau.
- De sensibus et sensuum objectis, Witemberga, 1567.
- Epistola ad Amicum, 1572
- Exegesis perspicua & ferme integra controuersiae de Sacra Coena: Scripta vt priuatim conscientias piorum erudiat, Et subiicitur iudicio sociorum confessionis Augustanae, Quicunque candide & sine priuatis affectibus iudicaturi sunt; Genevae : Vignon, 1574.
- Exegesis perspicua et ferme integra controversiae de sacra Coena; Heidelbergae : Meier, 1575.
- Exegesis: d. i. Verständliche ... Erklärung des Zwispalts vom heiligen Abendmal; Heidelberga, 1575.
- Spongia exigua et mollis, comparata ad eluendos colores, quos illevit controversise de sacra coena Paulus Eberus, hrsg. v. Zacharias Ursinus, Heidelberg 1575
- Formulae precum; Lipsia, 1581.
- Physica Joachimi Curei: sive de sensibus & sensibilibus; Wittebergae : Lehman, 1584.
- Gentis Silesise annales, complectes historiam de orgine, praecipuorum euentuum, qui in Eccelesia & recitationem vsque ad necem Ludouici, Hungariae & Bohemiae regis, acciderunt, Wittenberg 1571; deutsch 1585.
- Schlesische General Chronica; Wittenberg, 1587.
- Schlesische und der weitberümbten Stadt Breßlaw General Chronica: darinnen ordentliche warhafte eigentliche und kurtze Beschreibung, des Hertzogthumbs Ober un Nieder Schlesien ...;  Wittenberg, 1587.
- Ioachimi Cvraei Freistadiensis, De Sensv Et Sensilibvs: Libri Dvo Recogniti, Mvltisqve In Locis emendati; Francofvrti : Palthenius, 1595.
- Libellum physicum de natura & differentia colorum, sonorum, odorum, Saporum & qualitatum tangibilium: Exegesin controuersiae de S. Coena, Heidelberg.